# 唐克鲁
唐克鲁（法語：Tancrou，法語發音：[tɑ̃kʁu] ⓘ）是法国塞纳-马恩省的一个市镇，属于莫城区。

## 地理
唐克鲁（49°0'2"N, 3°2'54"E）面积12.21 平方千米，位于法国法蘭西島大區塞纳-马恩省，该省份为法国北部内陆省份，北起瓦兹省，西接埃松省、马恩河谷省、塞纳-圣但尼省和瓦兹河谷省，南至卢瓦雷省，东南接约讷省，东临马恩省和奥布省，东北接埃纳省。
与唐克鲁接壤的市镇（或旧市镇、城区）包括：布里地区阿尔芒蒂耶尔、沙米尼、科什雷勒、伊勒莱梅尔德斯、热涅、马恩河畔马里、奥凯尔。

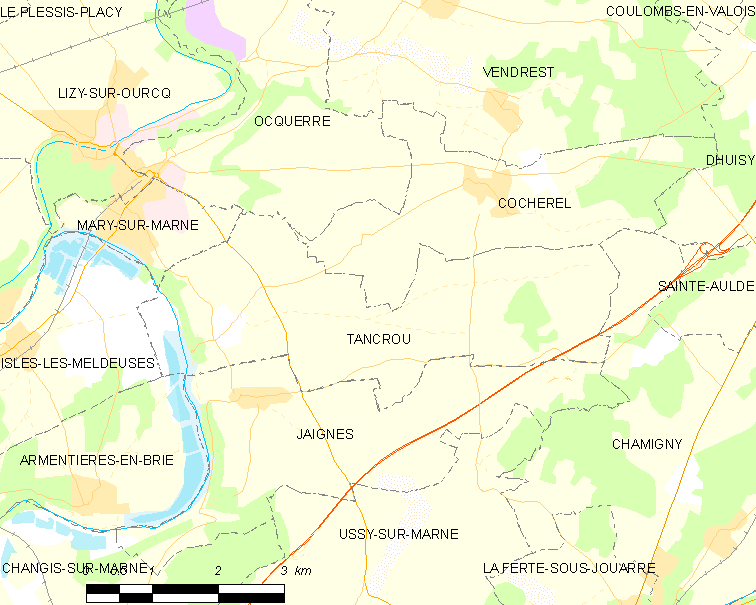
唐克鲁的OSM定位图

唐克鲁的时区为UTC+01:00、UTC+02:00（夏令时）。

## 行政
唐克鲁的邮政编码为77440，INSEE市镇编码为77460。

## 政治
唐克鲁所属的省级选区为拉费泰苏茹阿尔县。

## 人口

1962-2008年间唐克鲁人口变化图示

唐克鲁于2022年1月1日时的人口数量为330人。